# The All-American Rejects (album)
The All-American Rejects – debiutancki album studyjny zespołu The All-American Rejects, wydany 15 października 2002 roku.

## Lista utworów
1. "My Paper Heart" – 3:49
2. "Your Star" – 4:21
3. "Swing, Swing" – 3:53
4. "Time Stands Still" – 3:31
5. "One More Sad Song" – 3:03
6. "Why Worry" – 4:17
7. "Don't Leave Me" – 3:28
8. "Too Far Gone" – 4:05
9. "Drive Away" – 3:00
10. "Happy Endings" – 4:25
11. "The Last Song" – 5:02
12. "The Cigarette Song" (utwór bonusowy w Wielkiej Brytanii) - 3:36